# Zwergenwerfen
Das Zwergenwerfen (bzw. Zwergenweitwurf) ist ein umstrittener Spaßwettbewerb.
Zwergenwerfen wurde am russischen Zarenhof schon im 18. Jahrhundert praktiziert. Heutzutage wird es jedoch meist in Bars oder Striptease-Lokalen veranstaltet.
Beim Zwergenwerfen packt ein kräftiger Mann einen kleinwüchsigen Menschen, der eine spezielle Schutzkleidung trägt, und wirft oder schleudert ihn auf eine gepolsterte Matte. Daraus haben sich in Australien regelrechte Wettkämpfe und Meisterschaften entwickelt.
1986 fand in Australien die Weltmeisterschaft im Zwergenwerfen statt. Die heute noch ungeschlagenen Weltmeister kommen aus London und nennen sich Danny Blue, Roy Merrin and Lenny The Giant.
Verschiedene Menschenrechtsorganisationen und vor allem Organisationen kleinwüchsiger Menschen haben in vielen Ländern erreicht, dass das Zwergenwerfen als eine die Menschenwürde verletzende Veranstaltung verboten wurde. Sie argumentieren damit, dass der Eindruck entstehe, kleinwüchsige Menschen seien lediglich Objekte, die man einfach wegwerfen könne. Außerdem können sich die Personen, die von anderen Menschen oder mechanischen Apparaten auf eine Matratze geworfen oder geschleudert werden, schwer verletzen.
In der Rechtslehre ist das Zwergenwerfen bereits seit einigen Jahren ein bekanntes Fallbeispiel zu den Themengebieten Sittenwidrigkeit, Polizeirecht und Gefahrenabwehr. Dabei wird diskutiert, ob das Zwergenwerfen eine konkrete Gefahr für die öffentliche Ordnung darstellt.

## Medizinische Risiken
Menschen mit Wachstumsstörungen wie Kleinwuchs haben oft spezifische medizinische Zustände und Anfälligkeiten, die das Risiko von Komplikationen erhöhen. Das Werfen oder Schleudern von Personen mit einer Wachstumsstörung kann schwerwiegende Folgen haben, insbesondere in Fällen von Kyphose und Skoliose.
Kyphose ist eine Erkrankung, bei der die Wirbelsäule nach vorne beugt, was zu einer Krümmung des Rückens führen kann. Skoliose ist eine seitliche Krümmung der Wirbelsäule. Beide Erkrankungen können Schmerzen, eingeschränkte Mobilität und Atemprobleme verursachen. Das Werfen von Personen mit einer Wachstumsstörung kann das Verletzungsrisiko und die Verschlimmerung dieser Erkrankungen erhöhen, da das Werfen einer Person mit einer Wachstumsstörung Kräfte auf die Wirbelsäule und andere empfindliche Teile des Körpers ausübt.
Verschiedene medizinische Quellen und Organisationen haben vor den Gefahren des Zwergenwerfens für Menschen mit Wachstumsstörungen gewarnt. Es gibt Fälle, in denen Personen mit Wachstumsstörungen schwerwiegende Verletzungen erlitten haben und sogar aufgrund des Zwergenwerfens verstorben sind.
Bei der 69. Verleihung der Golden Globe Awards im Jahr 2012, als Peter Dinklage den Preis als Bester Nebendarsteller in einer Serie, Miniserie oder einem Fernsehfilm gewann, erzählte er dem Publikum von einem Mann namens Martin Henderson und schlug vor, sie sollten seinen Namen bei Google suchen. Henderson war ein kleinwüchsiger Mann aus Somerset, England, der schwer verletzt wurde, nachdem er von einem Rugbyfan in eine Bar geworfen worden war. Dinklages Rede lenkte die Aufmerksamkeit der Medien und der Öffentlichkeit auf das Phänomen des Zwergenwerfens und machte Henderson zu einem weltweiten Trendthema in den sozialen Medien. Henderson verstarb schließlich im Jahr 2016, fünf Jahre nach dem Vorfall.

## Bekannte Fälle
Der US-Amerikaner Dave Flood und der Franzose Manuel Wackenheim haben vor Gericht gegen das Verbot des Zwergenwerfens geklagt. Sie begründeten ihre Klage damit, dass sie ihren Lebensunterhalt dadurch bestreiten und sie mündig genug seien, selbst zu entscheiden. Das Verbot schränke ihr Grundrecht auf Berufsfreiheit ein. Eine weitere Argumentation war, dass durch spezielle Schutzkleidung und Verwendung von weichen Matten das Verletzungsrisiko weitestgehend ausgeschlossen werden würde.
Im Parlament der kanadischen Provinz Ontario reichte im Jahr 2003 eine liberale Politikerin einen Gesetzesvorschlag (Private Member’s Bill) zum Verbot des Zwergenwerfens ein. Vorausgegangen war ein Wettbewerb in Windsor, wo der Wahlkreis der Politikerin lag. Sie verwies auf die nach ihrer Ansicht gegebene Sittenwidrigkeit und den die Menschenwürde verachtenden Charakter solcher Veranstaltungen. Der Gesetzentwurf kam jedoch nicht über die erste Lesung hinaus.
In Frankreich hat der Conseil d’État entschieden, dass Zwergenwurf-Verbote gesetzeskonform sind, dass das Zwergenwerfen gegen die Menschenwürde verstößt und damit der öffentlichen Ordnung schadet. Die UN-Menschenrechtskommission hat am 27. September 2002 entschieden, die Gerichtsentscheidung in Frankreich sei nicht beleidigend den Kleinwüchsigen gegenüber und notwendig, um die öffentliche Ordnung aufrechtzuerhalten und die Menschenwürde zu schützen.
In Deutschland entschied das Verwaltungsgericht Neustadt an der Weinstraße 1993, dass „Zwergenweitwurf“ sittenwidrig und daher nach § 33a Abs. 2 S. 2 GewO nicht genehmigungsfähig ist. Auch sei es nicht nach § 33a Abs. 1 S. 2 GewO genehmigungsfrei, denn das sportliche oder akrobatische Element stehe nicht im Vordergrund.

## Rezeption
Der italienische Philosoph Armando Massarenti (* 1961) hat in seinem Buch Zwergenweitwurf und andere philosophische Übungen das Thema des Verbots des Zwergenweitwurf angeschnitten.
Martin Scorseses Film The Wolf of Wall Street beginnt mit einer Szene, in der Jordan Belfort und seine Mitarbeiter ein Zwergenwerfen in der Firma veranstalten.
Im zweiten Teil der Filmtrilogie Der Herr der Ringe wird ein Zwerg von einem Mitstreiter in den Kampf geworfen. Peter Dinklage nannte diesen speziell für den Film erfundenen Scherz als Beispiel für die üblen Stereotype, mit denen kleinwüchsige Menschen in Filmproduktionen dargestellt werden. Dinklage hatte 2012 auch einen echten Fall, bei dem jemand gegen seinen Willen geworfen und schwer verletzt wurde, an die Öffentlichkeit gebracht.